# アルフレード・ルエダ・クイジャーノ
アルフレード・ルエダ・クイジャーノ（スペイン語: Alfredo Rueda Quijano、1890年 - 1927年10月6日）はメキシコ革命期の軍人、法務官。最終階級は准将。
1890年、サン・ルイス・ポトシ州出身。陸軍士官候補生学校卒業後、護憲軍につき、エウジェーニオ・マルティネスやホアキン・アマーロのもとで法務将校としての道を歩む。
1920年、アグア・プリエタ計画を支援する。
1927年、連邦区知事フランシスコ・R・セラーノに有利な判決を下す。しかし、テスココにてカリェス大統領派により逮捕され、同年10月6日、メキシコシティの狙撃学校校内にて銃殺刑に処せられた。